# Trương Quang Ngọc
Trương Quang Ngọc (張光玉, ? - 1893), trước theo hộ giá vua Hàm Nghi, lập được một số công trạng; sau bị mua chuộc, nên đã bắt vị vua này giao nộp cho thực dân Pháp (1888). Vì vậy, năm năm sau (1893), ông bị nghĩa quân của Phan Đình Phùng giết chết.

## Cuộc đời
Trương Quang Ngọc, người ở khe Tá Bào (hay Khê Ta Bao), thuộc châu Tuyên Hóa (nay thuộc huyện Minh Hóa, tỉnh Quảng Bình).
Ông có tiếng là người rất cam đảm, giỏi sử dụng súng hỏa mai, cung tên, có nhiều thuộc hạ tâm phúc; nhưng phải tật nghiện rượu và thuốc phiện.
Theo sách Việt Nam cách mạng cận sử, thì:
Cha ông (không rõ tên), trước kia phục vụ dưới triều vua Tự Đức, vì phạm lỗi nên bị thải hồi. Bực tức việc này, ông rút về làng Vè (hay Vé) trên thượng lưu sông Nai (thuộc sông Gianh) lập đồn và chiêu tập dân Mường quanh đó, làm loạn một thời. Đã có phen, quân triều đình đến đánh dẹp mà không được.

### Hộ giá vua
Đầu tháng 7 năm 1885, vua Hàm Nghi lên chiến khu Tân Sở. Trương Quang Ngọc khi ấy đang làm thổ tù ở quê nhà, mang đội quân Mường tinh nhuệ ra ứng nghĩa. Tướng Tôn Thất Thuyết thấy ông là một thiếu niên dũng tướng liền phong chức Hiệp quản và cho vào đội hộ giá. Nhờ thừa hưởng uy thế của cha, dân Mường ở quanh vùng rất nghe theo Quang Ngọc, cho nên việc vận động quân lương cho nhà vua và đoàn tùy tùng (gọi chung là đoàn ngự đạo) gặp nhiều thuận lợi. Bởi vậy chẳng lâu sau, Ngọc được tin dùng, mà việc có lần nhà vua đến ở nhà Ngọc ở Khê Ta Bao là một ví dụ .
Cuối năm 1885, nhà vua rời Ấu Sơn ra Qui Đạt rồi đến làng Ba Vương. Trong đoàn tùy tùng, đi đầu có Tôn Thất Thuyết, Trần Xuân Soạn dẫn trăm lính cùng 3 thớt voi, năm con ngựa; sau rốt là Trương Quang Ngọc cùng đạo quân Mường khoảng 200 người.
Biết được, quân Pháp kéo đến Ba Vương rất đông, đoàn ngự đạo đã kịp tháo lui. Viên chỉ huy là Đại úy Hugo liền cho quân đuổi theo, nhưng đến núi Lập Cập thì đạn tên từ các khe đá và bụi rậm, bay ra như mưa, khiến Hugo phải cho quân lui về Bãi Đức (3 tháng 1 năm 1886). Trận này, nhiều quân Pháp bị tử thương. Hugo cũng bị Trương Quang Ngọc bắn trúng cánh tay và lưng, mấy hôm sau thì bị ngấm độc mà chết.
Sau trận, đoàn ngự đạo lên lập đồn ở cửa Khe. Từ Hà Tĩnh, Trung úy Camus và Freystalter đem quân lên. Ngày 17 tháng Giêng năm 1886, quân Pháp tấn công, đôi bên giao chiến suốt cả ngày. Camus bị trúng tên, phải trao quyền lại cho Freystalter. Viên sĩ quan này liền xua quân tràn qua sông Vé, nhưng bị quân Việt ở bên kia bờ bắn cản phá lại, khiến quân Pháp phải lui về Bãi Đức rồi về Nghệ An. Trong lúc qua sông, Trung úy Camus nhận thêm phát đạn nữa vào bụng nên tử vong.
Để phục thù, Thiếu tá Plagnol mang quân từ Bãi Đức đánh vào, Thiếu tá Pelletier từ Hà Tĩnh tiến đến Qui Hợp rồi xuống cửa Khe. Lần này, số quân Pháp lên đến hai lữ đoàn. Quân Mường do Trương Quang Ngọc chỉ huy, nép sau những lũy tre bắn ra rất dữ, Pháp bị tổn hại nhiều. Nhưng vì quân đơn súng ít, Quang Ngọc không dám ham chiến, đem vua chạy sang núi Ma Rài...
Mặc dù bị thua liền ba trận, nhưng 250 quân của Thiếu tá Pelletier và Đại úy Parreaux vẫn truy kích luôn trong ba tuần, và đã đụng độ nhiều lần với đội quân hộ giá. 
Trận đánh ác liệt nhất diễn ra tại trại Na vào cuối tháng Giêng năm 1885. Quân Pháp vừa đánh thẳng, vừa bọc hậu, khiến đoàn ngự đạo bỏ chạy tán loạn. May nhờ một lính người Mường cõng vua chạy thoát, nhưng gạo, đồ đạc và ngay cả con ngựa của ông Thuyết cũng phải bỏ lại.
Thất bại trận này, Tướng Tôn Thất Thuyết bàn với Đề đốc Trần Xuân Soạn qua Trung Quốc cầu viện.

### Hám danh lợi
Tóm tắt theo Việt Nam sử lược:
Tháng Ba (Âl) năm Đinh Hợi (1887), quân Pháp vẫn chưa biết rõ vua Hàm Nghi ở chỗ nào, sau có những người ra thú, mách rằng muốn bắt vua thì mưu với Quang Ngọc.
Đại úy Mouteaux cho người đi do thám, biết được Ngọc hiện đóng ở làng Chà Mạc, bèn đem quân lên vây làng ấy, nhưng Ngọc thấy động, chạy thoát. Đại úy sai tìm trong làng chỉ thấy có một bà lão, bèn nhờ đưa thư viết cho Ngọc, rồi rút quân về đồn Minh Cầm.
Được mấy hôm có viên chánh tổng ở làng mé trên đến đầu thú, Mouteaux liền nhờ ông này đưa mấy lạng thuốc phiện, mấy bì gạo trắng cho Quang Ngọc và nhờ Ngọc dụ dỗ vua Hàm Nghi về. Quang Ngọc nhận những đồ ấy và trả lời rằng sẽ hết lòng giúp, nhưng cần phải để thong thả, sợ việc tiết lộ ra thì không thành...
Qua tháng Giêng (âl) năm Mậu Tý (1888), viên Đại tá coi đạo quân ở Huế ra Quảng Bình, rồi chia quân đi tuần tiễu, đến tháng 9 mà việc bắt vua Hàm Nghi vẫn không thành. Quân Pháp đã toan rút về, bỗng dưng có viên suất đội Nguyễn Đình Tình ra đầu thú ở đồn Đồng Cá, và khai rõ tình cảnh cùng chỗ vua đóng. Người Pháp bèn sai Tình đem thư lên dụ hàng Ngọc lần nữa.
Ngày 26 tháng Chín (âl) năm này , Quang Ngọc và Suất đội Tình đem hơn 20 thủ hạ, lên vây làng Tả Bảo (khe Tá Bào) là chỗ vua Hàm Nghi đóng. Đến độ nửa đêm, cả nhóm xông vào đâm chết Tôn Thất Tiệp, và bắt sống được nhà vua.
Sáng ngày hôm sau, nhóm tạo phản đem nhà vua nộp cho Đại úy Boulangier trông coi đồn Thanh Lang...Bắt được vua Hàm Nghi, Trương Quang Ngọc được thưởng hàm Lãnh binh, Nguyễn Đình Tình cũng được thưởng hàm quan võ. Còn những thủ hạ, người thì được thưởng hàm suất đội, người thì được thưởng mấy đồng bạc.

### Bị giết
Theo nhà văn Phan Trần Chúc trong sách Vua Hàm Nghi:
Trương Quang Ngọc được thăng Lãnh binh. Song ông đến nhậm nơi nào cũng bị các quan liêu khinh bỉ, không thèm giao thiệp, chê là một tên phản quốc. Không thể chịu mãi được sự nhục nhã, ông phải xin bổ về đóng ở đồn Thanh Lang, ngay quê nhà. Thủ lĩnh khởi nghĩa Cần Vương là Phan Đình Phùng muốn trị tội kẻ phản nghịch đã giúp Pháp bắt vua Hàm Nghi, bèn điều bộ tướng Lãnh Thạc chỉ huy quân đi giết ông.
Tối 24 tháng Chạp 1893, Quang Ngọc đang hút thuốc phiện thì chợt ngoài đồn có tiếng hò reo, tiếp một toán quân có đủ khí giới phá các cửa cùng sấn vào. Ông vội giật lấy cái nỏ, món khí giới sở trường, vừa chạy ra toan chống cự thì trúng một viên đạn xuyên bả vai. Quang Ngọc vừa ngã thì họ kéo chạy đến, cắt lấy đầu và hò reo. Mất chủ tướng, quân trong đồn của ông không chống nổi, đều bị giết.
Lãnh Thạc phóng hoả đốt đồn Thanh Lạng, bỏ thi thể Ngọc lại và xách đầu Ngọc đến treo ở túp nhà tại khe Tá Bào là chỗ vua Hàm Nghi ở trước đây. Thi hài thối nát và không đầu của Quang Ngọc mấy hôm sau người nhà mới dám đến lượm và chôn ở cách đồn Thanh Lạng, là chỗ ông bị giết chừng vài trăm thước.